# Ines Fančović
Ines Fančović (Šibenik, 5. listopada 1925. – Sarajevo, 21. kolovoza 2011.) je hrvatska kazališna, televizijska i filmska glumica.

## Filmografija

### Televizijske uloge
- "Odbornici" (1975.)
- "Velo misto" kao Mare Mulica (1980. – 1981.)
- "Memoari porodice Milić" kao Mara (1990.)
- "Foliranti" kao Ines (2011.)
- "Libar Miljenka Smoje oli ča je život vengo fantažija" kao sudionica dokumentarnog serijala (2012.) - postumni rad

### Filmske uloge
- "Quo vadis Živorade" (1968.)
- "Vrane" kao Vujka (1969.)
- "Rođendan" (1973.)
- "Prijatelji" (1975.)
- "Ljubav i bijes" (1978.)
- "Jegulje putuju u Sargaško more" (1979.)
- "Krojač za žene" (1980.)
- "Prkosna delta (1980.)
- "Izgubljeni zavičaj" kao kontesa Valerija (1980.)
- "Dvije polovine srca" (1982.)
- "Čovjek koji je znao gdje je sjever, a gdje jug" (1989.)
- "Obična priča" (1989.)
- "Posljednji valcer u Sarajevu" kao Anči (1990.)
- "Bračna putovanja" kao dama u mesnici (1991.)
- "Magareće godine" (1994.)
- "Dobrodošli u Sarajevo" kao žena u redu za kruh (1997.)
- "Savršeni krug" kao baka (1997.)
- "Cirkus Columbia" kao starica (2010.)

## Vanjske poveznice
- Ines Fančović u internetskoj bazi filmova IMDb-u (engl.)